# 梁國華
梁國華（英語：Leung Kwok-wah），民主黨成員，香港泛民主派成員，前香港葵青區議會石籬南選區議員，在2008年至到2015年曾連續兩屆擔任葵青區議會新石籬選區議員，服務石籬南多年。